# Kyknos, Xanthi
Kyknos este un sat muntos din Tracia din Prefectura Xanthi .

## Geografie - Istorie
Kyknos este situat la granița de nord a Greciei cu Bulgaria aproape de Prefectura Drama, la o distanță de 18 km de Xanthi și la 5 km de Sminthi. Satul este construit pe versanții sudici ai lanțului muntos Koula la o altitudine de 580 de metri . La sud trece pârâul Tsai care se varsă în râul Kosynthos . Din punct de vedere cultural satul este inclusă în Pomakochoria din Xanthi, iar în dialectul pomac se numește Satnovitsa. În perioada stăpânirii turcești din 1878 până în 1912 a aparținut vilaietului Adrianopol, sangeacul din Komotini, kazaua Xanthi. La nord de Kyknos se află satul forestier Erymanthos (sau Pădurea Chaidous) a cărui zonă este desemnată habitat de către Natura2000.